# Mieczysław Jagielski
Mieczysław Zygmunt Jagielski (12 de janeiro de 1924 – 27 de fevereiro de 1997) foi um político e economista polonês. Durante os tempos da República Popular da Polônia, ele foi o último líder político das antigas regiões orientais da Polônia pré-Segunda Guerra Mundial. 
Jagielski tornou-se deputado comunista do corpo legislativo da Polônia, o Sejm, em 1957, e continuaria a servir nessa capacidade por sete mandatos consecutivos até 1985. Em 1959, foi nomeado membro do Comitê Central do Partido dos Trabalhadores Unificado da Polônia e nomeado Ministro da Agricultura . Depois de deixar o cargo de Ministro da Agricultura em 1970, Jagielski tornou-se vice-primeiro-ministro e, no ano seguinte, membro do Politburo do Partido dos Trabalhadores Unidos da Polônia . Em agosto de 1980, Jagielski representou o governo durante conversas com grevistas na cidade de Gdańsk . Ele negociou o acordo que reconheceu o Solidariedade, um sindicato polonês, como o primeiro sindicato independente oficialmente reconhecido dentro do Bloco Oriental .  Entre agosto de 1980 e agosto de 1981, Jagielski continuou a interagir com representantes dos trabalhadores poloneses, embora sua saúde estivesse em declínio durante esse período. No final de julho de 1981, Jagielski foi demitido do vice-primeiro-ministro, supostamente porque não conseguiu produzir um programa de recuperação para a crise econômica que a Polônia estava experimentando na época. No mesmo ano, ele deixou sua filiação ao Birô Político do Partido Operário Unificado Polonês e ao Comitê Central. Ele morreu em Varsóvia, na Polônia, de ataque cardíaco aos 73 anos.

## Início da carreira política
Jagielski nasceu em uma família camponesa  em 12 de janeiro de 1924, em Kołomyja, Polônia (Segunda República Polonesa ) (agora Kolomyia, Ucrânia ). Ele passou a Segunda Guerra Mundial como trabalhador agrícola na fazenda de seus pais. Após a guerra, ele terminou os estudos na Escola Principal de Planejamento e Estatística, bem como no Instytut Kształcenia Kadr Naukowych (Instituto de Preparação de Quadros Científicos), sendo este último uma escola de pós-graduação que prepara pessoas para cargos de destaque nas estruturas do partido comunista polonês.
Jagielski aderiu ao Partido dos Trabalhadores Polacos (PPR) em 1944,  ou em 1946  (as fontes variam). Quando o Partido dos Trabalhadores Polacos se transformou no Partido dos Trabalhadores Polacos Unidos (PZPR) em 1948, tornou-se membro do novo partido.  De 1946 a 1949, Jagielski serviu no Conselho Central da Związek Samopomocy Chłopskiej (Associação de Autoajuda Camponesa), uma organização comunista projetada para assumir o controle do campo. De 1950 a 1952 integrou o Conselho Central das Fazendas Agropecuárias do Estado e de dezembro de 1952 a dezembro de 1953 foi vice-diretor daquela instituição. Em dezembro de 1953, tornou-se Diretor do Departamento Agrícola do Comitê Central do Partido Operário Unificado Polonês, cargo que ocupou até dezembro de 1956. 
Em março de 1954, tornou-se deputado de um membro do Comitê Central do Partido Operário Unificado Polonês e manteria essa posição até março de 1959. Como resultado das eleições legislativas polonesas de janeiro de 1957, Jagielski foi nomeado deputado ao Sejm, o órgão legislativo polonês. Em janeiro daquele ano, tornou-se também Vice-Ministro da Agricultura e foi nomeado Ministro da Agricultura em outubro de 1959, cargo que ocuparia até junho de 1970. Em março de 1959, ele foi nomeado membro pleno do Comitê Central do Partido Operário Unificado Polonês (ele era anteriormente deputado a um membro pleno). Em junho de 1964, tornou-se deputado de um membro do Politburo do Partido dos Trabalhadores Unificado da Polônia e ocuparia esse cargo até dezembro de 1971.
Jagielski também foi economista, especializado em questões de economia agrícola. A partir de 1975, ocupou o cargo de professor na Escola Principal de Planejamento e Estatística de Varsóvia .

## Vice-primeiro-ministro
Em junho de 1970, Jagielski foi nomeado vice-primeiro-ministro (encerrando assim seu mandato como ministro da Agricultura e tornando-se o deputado do Conselho de Ministros da República da Polônia ), e em dezembro de 1971 tornou-se membro pleno do Politburo do Partido dos Trabalhadores Unidos Polonês (ele era anteriormente um deputado de um membro existente) . Em 26 de outubro de 1971, tornou-se Presidente da Comissão de Planejamento do Conselho de Ministros. Em 23 de outubro de 1975, ele foi destituído de seu cargo de Presidente do Comitê de Planejamento após sofrer um grave ataque cardíaco . De 1971 a 1981 foi o representante polonês no Comecon. Em fevereiro de 1981 tornou-se presidente da Comissão de Economia do Conselho de Ministros.
Ele é descrito como tendo uma "profunda influência"  nas políticas econômicas da Polônia entre 1971 e 1975, quando perdeu o cargo de presidente do Comitê de Planejamento. Em 1 de julho de 1980, o governo polonês anunciou aumentos de preços, o que levou à greve de muitos trabalhadores em várias cidades polonesas, incluindo Lublin . Como resultado da greve em Lublin, a cidade foi "praticamente fechada", e Jagielski liderou uma delegação à cidade que conseguiu aliviar a tensão lá .

### Negociações de Gdańsk
Gdańsk tornou-se o ponto focal do movimento grevista .  Em 21 de agosto de 1980, Mieczysław Jagielski substituiu Tadeusz Pyka para liderar uma comissão do governo polonês que estava negociando com os grevistas de lá .  Os grevistas foram representados pelo Comitê de Greve Inter-Empresarial, que exigia que os trabalhadores que representava tivessem melhores direitos, incluindo mais direitos à greve. Em 26 de agosto reunido com representantes dos grevistas no Estaleiro Lenin em Gdańsk, Jagielski prometeu que o direito de greve seria adicionado a uma nova lei sobre os sindicatos oficiais da Polônia .  Após mais 5 dias de negociações difíceis, foi alcançado um acordo entre os grevistas e o governo, conhecido como acordo de Gdańsk . Norman Davies afirma que Jagielski "no final percebeu que restavam apenas duas alternativas [para uma vitória do governo geral nas negociações] - ou um acordo sobre os termos dos grevistas ou um recurso imediato à força para a qual o governo não estava preparado" .  O acordo, além de dar aos trabalhadores do Estaleiro Lenin o direito à greve, também permitiu que eles formassem seu próprio sindicato independente .  Jagielski disse sobre as negociações que levaram ao acordo: "Falamos como poloneses para poloneses. . . Não há vencedores e perdedores. O importante aqui é que nos entendemos e a melhor garantia do que fizemos é o trabalho duro." . Ele foi relatado para ter falado eloquentemente .

### Após as negociações de Gdańsk
Em outubro de 1980, ele interagiu com uma delegação de membros do Solidariedade que incluía Lech Wałęsa, futuro Presidente da Terceira República da Polônia .  Quando Wałęsa reclamou que o governo polonês não estava cumprindo sua promessa de permitir ao movimento trabalhista independente uma oportunidade suficiente para se divulgar, Jagielski indicou que tentaria dar ao movimento melhor acesso à imprensa polonesa e à rede de rádio polonesa . Jagielski liderou uma delegação que foi a uma reunião em Moscou do Comecon, a comunidade econômica do Bloco Oriental, em janeiro de 1981 .  Naquele mês, o governo declarou que a economia pobre o estava forçando a reduzir sua promessa de garantir que os trabalhadores poloneses não precisassem trabalhar aos sábados e que ofereceria vários sábados sem trabalho .
A inquietação cresceu entre os trabalhadores poloneses sobre a decisão do governo, e Jagielski negociou com Wałęsa por seis horas no prédio do Conselho de Ministros sobre a questão do sábado.  Outros pontos de discussão incluíam as isenções do Solidariedade da censura estatal padrão . As negociações não acabaram com a agitação, e Jagielski ofereceu um compromisso em uma aparição na rede de televisão nacional polonesa, afirmando que o governo concederia aos trabalhadores todos os sábados de folga, ou lhes daria todos os sábados livres, mas acrescentaria meia hora a cada dia de trabalho  . Ele alertou que os problemas econômicos da Polônia aumentariam se todos os trabalhadores poloneses ganhassem todos os sábados de folga do trabalho e apelou ao "patriotismo do povo" . Muitos trabalhadores poloneses, porém, ficaram sem trabalhar no sábado seguinte .  Em abril Jagielski, descrito como um "negociador veterano" ,  encontrou-se com o presidente da França, Valéry Giscard d'Estaing, e conseguiu uma promessa de US$ 800 milhões em ajuda da França . Naquele mês, ele foi recebido pelo secretário de Estado dos Estados Unidos, Alexander Haig, e pelo vice-presidente George HW Bush, e eles prometeram a Jagielski que os EUA venderiam à Polônia 50.000 toneladas de manteiga e leite em pó excedentes e considerariam cooperar para reprogramar os US $ 3 bilhões da Polônia. dívida com os EUA .
Em 10 de junho, como membro do Politburo do Partido dos Trabalhadores Unificado da Polônia, Jagielski ofereceu a outros membros desse grupo a rescisão de seu cargo no Politburo e de seu cargo de Vice-Primeiro-Ministro, afirmando: "Apresento minha renúncia como membro do OP (Politburo), principalmente porque tive um certo incidente na minha vida. Também apresento minha renúncia como vice-primeiro-ministro (vice-primeiro-ministro)."   Parece que sua oferta foi rejeitada, e o incidente em sua vida de que ele falou pode ter sido um ataque cardíaco que sofreu recentemente  . Em 31 de julho de 1981, Jagielski foi demitido de seu cargo de vice-primeiro-ministro, alegadamente porque não conseguiu produzir um programa de recuperação para a crise econômica que a Polônia estava experimentando na época .

## Vida pós-política e morte
Em julho de 1981, Jagielski perdeu sua participação no Comitê Central do Partido dos Trabalhadores Unidos da Polônia, no Politburo dos Trabalhadores Unidos na Polônia e no Comitê Econômico . Ele permaneceu um deputado do Sejm até 1985. Ele morreu na noite de 27 de fevereiro de 1997, de ataque cardíaco em sua casa, em Varsóvia, Polônia, aos 73 anos . Após a morte de Jagielski, Lech Wałęsa o descreveu como um "homem sensível que sempre ouvia os argumentos" , e disse que Jagielski diferia a esse respeito de outros políticos poloneses em 1980 .

## Prêmios
Ele recebeu a Ordem dos Construtores da Polônia Popular ( Ordem Budowniczych Polski Ludowej ) .